# Boris
Boris (ortografía búlgara)

## Gente destacada con el nombre de Boris
- Knyaz Boris I de Bulgaria, primer gobernante cristiano del Primer Imperio Búlgaro.
- Zar Boris III fue el dirigente de Bulgaria durante la primera mitad del siglo XX.
- Boris Becker, tenista profesional alemán.
- Boris Bidjan Saberi, diseñador de moda germano-persa.
- Boris Cyrulnik, neurólogo, psiquiatra y etólogo francés.
- Boris Diaw, jugador de baloncesto de la NBA con los Phoenix Suns.
- Borís Godunov, zar de Rusia a finales del siglo XVI y principios del XVII.
- Boris Izaguirre, presentador de televisión, guionista, articulista y escritor de origen venezolano.
- Boris Johnson, Parlamentario por Henley-on-Thames, candidato a la alcaldía de Londres y anterior ministro en la sombra para la Educación superior.
- Boris Karloff, actor en muchas películas de terror.
- Boris Pasternak, poeta y novelista ruso, premio Nobel de Literatura en 1958;
- Borís Skossyreff, aventurero ruso.
- Boris Spassky, ajedrecista ruso;
- Boris Tadić, presidente serbio;
- Boris Vallejo, artista de fantasía;
- Boris Vian, escritor, cantante y músico francés;
- Borís Yeltsin, político ruso, fue el primer presidente electo democrático de Rusia. Desempeñó el cargo desde julio de 1991 hasta diciembre de 1999.
- Alias Boris, nombre asumido por el guerrillero colombiano cofundador del M-19 Gustavo Arias Londoño.